# Egon Wellesz
Egon Joseph Wellesz (21. října 1885 Vídeň – 9. listopadu 1974 Oxford, Anglie) byl rakouský dirigent, muzikolog, hudební skladatel a pedagog. Jeden z významných členů Druhé vídeňské školy.

## Život
Welleszovi rodiče pocházeli z maďarské části Rakousko-Uherska. Byli židovského původu, ale konvertovali ke křesťanskému vyznání. V roce 1904 začal Egon studovat práva na vídeňské univerzitě, ale o rok později přestoupil na studium hudební vědy Guido Adlera. Vedle toho studoval dva roky skladbu, jako jeden z prvních soukromých žáků Arnolda Schoenberga. Doktorát z hudební vědy získal v roce 1908 za práci o italském skladateli Giuseppu Bonnovi (1711-1788). V témže roce se i oženil s Emilií (Emmy) Strossovou (1889-1987).
Záhy se stal odborníkem na barokní hudbu. V rámci projektu „Památky hudebního umění v Rakousku“ obnovil operu Costanza e Fortezza od Johanna Josepha Fuxe. Začal se zajímat o orientální, zejména byzantskou hudbu a podařilo se mu dešifrovat středověké byzantské hudební notace. V roce 1920 napsal první biografii Arnolda Schoenberga. V roce 1922 se podílel na založení Mezinárodní společnosti pro soudobou hudbu (ISCM). Věnoval se rovněž pedagogické činnosti. Byl odborným asistentem na Ústavu hudební vědy a v letech 1911–1915 učil dějiny hudby na vídeňské konzervatoři. V roce 1929 se habilitoval jako docent hudební vědy na univerzitě ve Vídni.
V době anšlusu, tj. připojení Rakouska k nacistickému Německu 12. března 1938, se nacházel v Amsterdamu a tak okamžitě emigroval do Anglie, neboť byl Žid a navíc představitel „degenerovaného“ umění. Podílel se na přípravě prestižního anglického hudebního slovníku Grove's Dictionary of Music and Musicians a přednášel v Cambridgi.
V roce 1940 byl spolu s dalšími rakouskými a německými emigranty po dobu několika měsíců internován na ostrově Man jako občan nepřátelské země. Po propuštění pokračoval v přednáškové činnosti v Oxfordu. V roce 1946 získal britské občanství. Obdržel řadu vyznamenání a ocenění, včetně cen města Vídně a Rakouské republiky, nikdy však nedostal nabídku, aby se vrátil na vídeňskou univerzitu.
Jeho tvůrčí činnost ukončila cévní mozková příhoda 18. ledna 1972. Zemřel v noci z 8. na 9. listopadu 1974 v Oxfordu. Je pohřben s celou svou rodinou na Ústředním hřbitově ve Vídni.

## Dílo

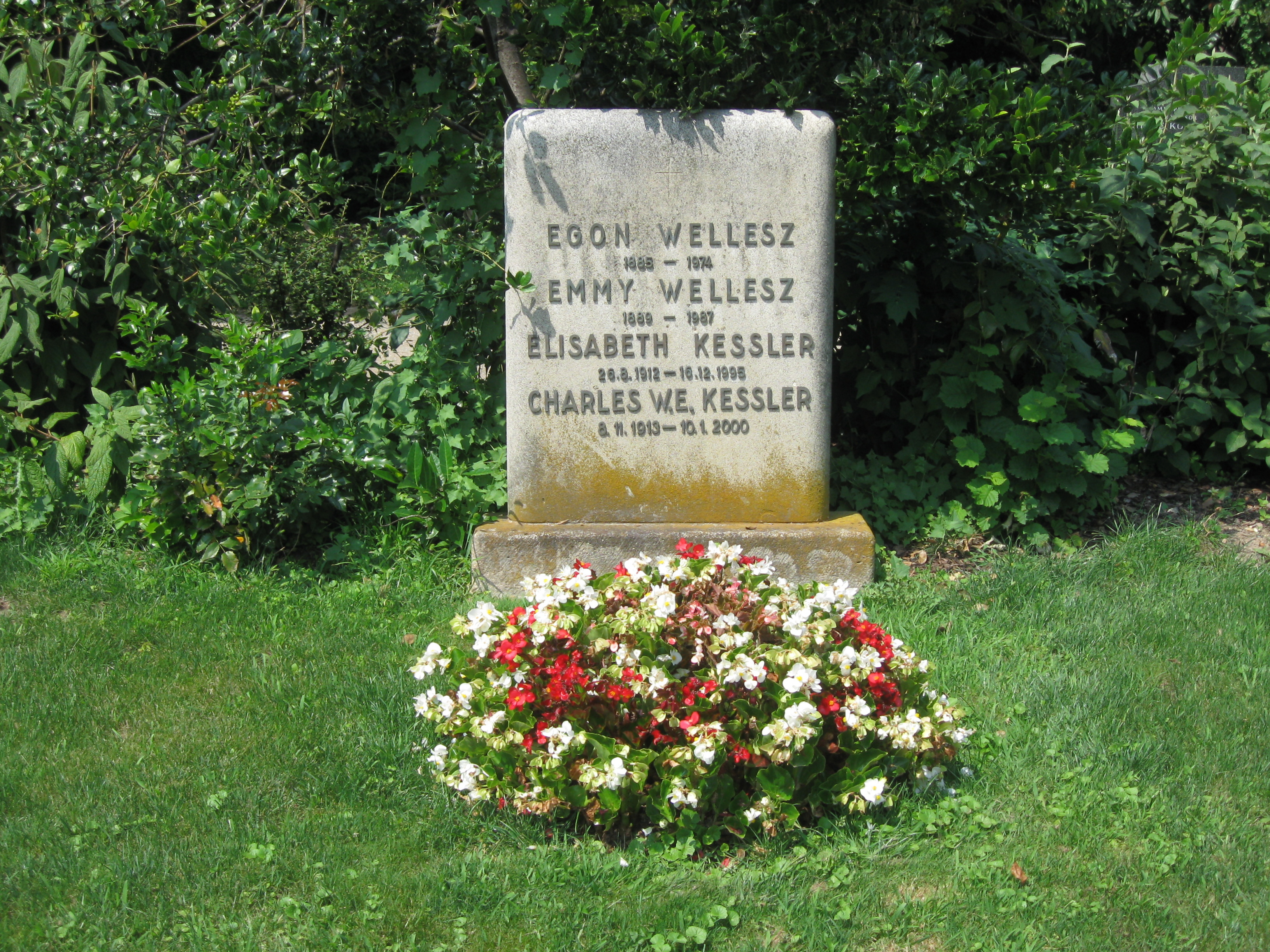
Hrob Egona Wellesze a jeho rodiny

Wellesz během svého života zkomponoval minimálně 112 číslovaných prací a cca 20 skladeb bez opusových čísel. Přes velké množství skladeb je Egon Wellesz mnohem více znám svými muzikologickými pracemi z oblasti byzantské hudby. Za tyto práce obdržel v roce 1932 v Oxfordu čestný doktorát jako první rakouský skladatel od dob Josepha Haydna.

### Jevištní díla
- Das Wunder der Diana, op. 18 (1914–1917), balet
- Die Prinzessin Girnara, op. 27 (1919–1920), opera, libreto Jakob Wassermann
- Persisches Ballett, op. 30 (1920), balet
- Achilles on Skyros, op. 33 (1921), balet
- Alkestis, op. 35 (1924), libreto Hugo von Hofmannsthal podle Euripida
- Die Nächtlichen: Tanzsinfonien, op. 37 (1924), baletní scény
- Die Opferung des Gefangenen, op. 40 (1924–1925), opera
- Scherz, List und Rache, op. 41 (1927), libreto podle Johanna Wolfganga von Goethe
- Die Bakchantinnen, op. 44 (1931), libreto skladatel podle Euripida, opera
- Incognita, op. 69 (1950), libreto Elizabeth MacKenzie a William Congreve

### Vokální skladby
- Drei gemischte Chöre, op. 43 (1930), text Angelus Silesius
- Fünf kleine Männerchöre, op. 46 (1932) text Ludwig Derleth
- Drei geistliche Chöre, op. 47 (1932) text Rudolf Alexander Schröder
- Zwei Gesänge, op. 48 (1932) text Rudolf Alexander Schröder
- Mass in F minor, op. 51 (1934)
- Quant'è bella Giovinezza, op. 59 (1937)
- Carol, op. 62a (1944)
- Proprium Missae, Laetare, op. 71 (1953)
- Kleine Messe in G major, op. 80a (1958)
- Alleluia, op. 80b (1958)
- Laus Nocturna, op. 88 (1962)
- Missa brevis, op. 89 (1963)
- To Sleep, op. 94 (1965)
- Festliches Präludium, op. 100 (1966)

### Orchestrální skladby
- Heldensang, op. 2 (1905)
- Vorfrühling, op. 12 (1912)
- Suite, op. 16 (1913)
- Suita pro housle a komorní orchestr, op. 38 (1924)
- Mitte des Lebens, op. 45 (1931–32), kantáta
- Klavírní koncert, op. 49 (1933)
- Amor Timido, op. 50 (1933), arie pro soprán a malý orchestr, slova Pietro Metastasio
- Prosperos Beschwörungen, op. 53 (1934–36), pět symfonických básní podle Williama Shakespeara
- Lied der Welt, op. 54 (1936–38), pro soprán a orchestr, text Hugo von Hofmannsthal
- Leben, Traum und Tod, op. 55 (1936–37), pro alt a orchestr text Hugo von Hofmannsthal
- Schönbüheler Messe C-dur, op. 58 (1937)
- Symphony No. 1, op. 62 (1945)
- Symphony No. 2, op. 65 (1947–48), The English
- Symphony No. 3, op. 68 (1949–51)
- Symphony No. 4, op. 70 (1951–53), Austriaca
- Symphony No. 5, op. 75 (1955–56)
- Houslový koncert, op. 84 (1961)
- Four Songs of Return, op. 85 (1961)
- Duineser Elegie, op. 90 (1963) pro soprán sbor a orchestr, text Rainer Maria Rilke
- Musik pro smyčcový orchestr, op. 91 (1964)
- Ode an die Musik, op. 92 (1965) pro baryton nebo alt a komorní orchestr, text Friedrich Hölderlin podle Pindara
- Symphony No. 6, op. 95 (1965)
- Vision pro soprán a orchestr, op. 99 (1966), text Georg Trakl
- Mirabile Mysterium, op. 101 (1967) pro sóla, sbor a orchestr
- Symphony No. 7, op. 102 (1967–68), Contra torrentem
- Canticum Sapientiae, op. 104 (1968) pro baryton, sbor a orchestr na texty Starého zákona
- Divertimento, op. 107 (1969)
- Symphonic Epilogue, op. 108 (1969)
- Symphony No. 8, op. 110 (1970)
- Symphony No. 9, op. 111 (1970–71)

### Komorní hudba
- Smyčcový kvartet č. 1, op. 14 (1912)
- Smyčcový kvartet č. 2, op. 20 (1915–16)
- Geistliches Lied, op. 23 (1918–19) pro zpěv, housle, violu a klavír
- Smyčcový kvartet č. 3, op. 25 (1918)
- Smyčcový kvartet č. 4, op. 28 (1920)
- Sonáta pro violoncello sólo, op. 31 (1920)
- Zwei Stücke pro klarinet a klavír, op. 34 (1922)
- Sonáta pro housle sólo, op. 36 (1923)
- Sonnet by Elizabeth Barrett-Browning pro soprán a smyčcový kvartet, op. 52 (1934)
- Suita pro violoncello sólo, op. 39 (1924)
- Suita pro housle a klavír, op. 56 (1937/1957)
- Suitpro flétnu, op. 57 (1937)
- Smyčcový kvartet č. 5, op. 60 (1943)
- The Leaden Echo and the Golden Echo, kantáta pto soprán, klarinet violoncello a klavír, op. 61 (1944), text Gerard Manley Hopkins
- Smyčcový kvartet č. 6, op. 64 (1946)
- Smyčcový kvartet č. 7, op. 66 (1948)
- Octet, op. 67 (1948–49)
- Sonáta pro housle sólo, op. 72 (1953/59)
- Suita, op. 73 (1954) pro flétnu, hooboj, klarinet, lesní roh a fagot
- Suite pro sólo klarinet, op. 74 (1956)
- Suita pro sólo hoboj, op. 76 (1956)
- Suita pro fagot, op. 77 (1957)
- Smyčcový kvartet č. 8, op. 79 (1957)
- Quintet, op. 81 (1959) pro klarinet, a smyčcový kvartet
- Smyčcové trio, op. 86 (1962)
- Rhapsody for viola solo, op. 87 (1962)
- Fünf Miniaturen pro housle a klavír, op. 93 (1965)
- Partita in Honor of Johann Sebastian Bach, op. 96 (1965) pro varhany
- Smyčcový kvartet č. 9, op. 97 (1966)
- Four Pieces pro smyčcový kvartet, op. 103 (1968)
- Four Pieces pro smyčcové trio, op. 105 (1969, second version 1971)
- Four Pieces pro smyčcový kvintet, op. 109 (1970)
- Preludium pro violu, op. 112 (1971)

## Ocenění
- 1953 - Cena města Vídně za hudbu
- 1957 - Komandér Řádu britského impéria
- 1957 - Velká stříbrná medaile města Paříž
- 1959 - Čestný odznak Za zásluhy o Rakouskou republiku
- 1961 - Velká rakouská státní cena za hudbu (Großer Österreichischer Staatspreis)
- 1961 - Řád svatého Řehoře Velikého (Vatikán)
- 1971 - Zahraniční člen Srbské akademie věd a umění
- 1971 - Čestný odznak Za vědu a umění (Rakousko)
- 1973 - Čestný člen Společnosti přátel hudby ve Vídni